# Semidalis peruviensis
Semidalis peruviensis är en insektsart som beskrevs av Meinander 1974. Semidalis peruviensis ingår i släktet Semidalis och familjen vaxsländor. Inga underarter finns listade i Catalogue of Life.